# Фариссоль, Авраам бен-Мордехай
Авраам бен-Мордехай Фариссоль, также Авраам Перицоль (1451—1525/1526), — итальянский учёный; один из первых еврейских учёных, обративших внимание на географию. Также занимался переписыванием рукописей и переводами с латинского языка на еврейский.

## Биография
Родился в Авиньоне (Франция) в 1451 году, сын некоего Мордехая (бен-Мордехай).
В молодости переселился в Мантую, а в 1473 году — в Феррару, где занял должность кантора при местной общине.
Умер, по мнению Греца, в 1525 году; Цунц, однако, считает, что Фариссоль жил ещё в 1526 году.

## Труды

### «Игерет Орехот Олам»
Его географическое описание «заселённых стран и дальних островов, о недавно открытых странах и чудесах Старого Света» (вроде описания реки Санбатион и страны Десяти Колен) было издано в Ферраре под заглавием «Игерет Орехот Олам» (1524) и переиздано в Венеции (1587).
Оно было переиздано с приложением сочинений «מעשה נית דוד» и « קול מנשר» и послания Хасдаи ибн-Шапрута к хазарскому царю Иосифу (Оффенбах, 1720). Иллюстрированное издание сочинения также появилось в Праге в 1723 году.
На латинский язык оно было переведено Томасом Гайдом под заглавием «Тrасtatus Itinerum Mundi» с дополнениями и примечаниями (Оксфорд, 1691).

### «Маген Авраам»
Ему принадлежит полемическое сочинение против христианства и ислама «Маген Авраам» (или «Виккуах ха-Дат») в трёх частях. Поводом к составлению этого сочинения послужил диспут Фариссоля с двумя монахами-доминиканцами при дворе герцога Феррары, Эрколе д’Эсте I; герцог приказал ему составить резюме этого сочинения на итальянском языке.
Кирхгейм доказывает, что большая часть полемического сочинения Фариссоля заимствована последним из сочинения алжирского рабби Симона Дуpaнa «Кешет у-Маген» (1423).

### Другие
- Краткий комментарий к Пятикнижию, под заглавием «Pirche Schoschanim» (De-Rossi, MSS, Codices, № 201);
- комментарий к Иову (изданный в раввинской Библии, Венеция, 1518);
- комментарий к Когелету, составленный в 1525 г. (De-Rossi, ib., № 48);
- перевод на еврейский язык логики Аристотеля и компендиума Порфирия (ib., № 145);
- ряд проповедей.[2]